# Vasile Tarlev
Vasile Petru Tarlev (moldaviska: Василе Петру Тарлев), (ryska: Васи́лий Па́влович Тарлев, Vasilij Pavlovitj Tarlev) född 6 oktober 1963, är en moldavisk politiker (kommunist). Han var Moldaviens premiärminister 2001-2008.